# Lars Hjelm
Lars Gustav Hjelm, född 29 januari 1933 i Katarina församling i Stockholm, död 10 juli 1996 i Kungsholms församling i Stockholm, var en svensk dokumentärfilmare.
Hjelm var filmfotograf vid Sandrews fram till 1962 när han anställdes av Sveriges Radio-TV. Här deltog han bland annat i produktionen av det mycket uppmärksammade filmreportaget Svart vecka i Nimba av Roland Hjelte, sänt 1967. I samband med TV2-starten blev Hjelm producent på TV2 Fakta. Efter att Ingemar Bygdestam lämnat SVT blev han chef för faktaredaktionen 1985.
År 1987 slogs TV1 och TV2:s Stockholmsredaktioner ihop och Hjelm blev redaktionschef för Kanal 1:s nya dokumentärredaktion. Han dog efter en tids sjukdom. Lars Hjelm är gravsatt i minneslunden på Kungsholms kyrkogård i Stockholm.

## Källhänvisningar
1. ↑  "Lars Hjelm byter stol", Svenska Dagbladet, 16 juli 1987
2. ↑  Lars Hjelm till minne, Dagens Nyheter, 8 augusti 1996
3. ↑  ”Lars Gustav Hjelm”. Gravar.se. https://gravar.se/forsamling/vastermalms-fors-kungsholms-kyrkogard/minneslund/ml/lars-gustav-hjelm-555fd. Läst 10 mars 2024.